# Orthosia evanida
Orthosia evanida är en fjärilsart som beskrevs av Butler 1879. Arten ingår i släktet Orthosia och familjen nattflyn. Typlokalen är i närheten av Yokohama, Japan.